# Gornji Rogolji
Gornji Rogolji falu Horvátországban, Bród-Szávamente megyében. Közigazgatásilag Okucsányhoz tartozik.

## Fekvése
Bródtól légvonalban 66, közúton 87 km-re északnyugatra, Pozsegától légvonalban 36, közúton 58 km-re nyugatra, a Psunj-hegység déli lejtőin, a Rogoljica-patak partján fekszik.

## Története
Rogolje település valószínűleg a török kiűzése után keletkezett Boszniából érkezett pravoszláv vlachok betelepülésével. Szent György tiszteletére szentelt pravoszláv parochiális temploma a 18. század első felében fából épült. 1749-ben szentelte fel Sofronije Jovanović pakrác-szlavóniai püspök. Az első katonai felmérés térképén „Dorf Rogolie” néven található. Lipszky János 1808-ban Budán kiadott repertóriumában „Rogulje” néven szerepel.  
Nagy Lajos 1829-ben kiadott művében „Rogolje” néven 80 házzal, 7 katolikus és 399 ortodox vallású lakossal találjuk.  A gradiskai határőrezredhez tartozott, majd a katonai közigazgatás megszüntetése után Pozsega vármegyéhez csatolták. Egy 1782-es feljegyzés szerint a templom akkor már nagyon rossz állapotban volt. Az új templomot 1846 és 1847 között építették és a Legszentebb Istenanya tiszteletére szentelték fel. 
Az egységes Rogolje településnek 1857-ben 275, 1910-ben 526 lakosa volt. Az 1910-es népszámlálás szerint lakosságának 96%-a szerb, 4%-a horvát anyanyelvű volt. Pozsega vármegye Pakráci járásának része volt. Az első világháború után 1918-ban az új szerb-horvát-szlovén állam, majd később (1929-ben) Jugoszlávia része lett. 
1948-ban Donji Rogolji kivált az addig egységes Rogolje településből, melynek északi része a Gornji Rogolji nevet kapta. A templom a Donji Rogolji részre esett. 1991-től a független Horvátországhoz tartozik. 1991-ben lakosságának 98%-a szerb, 1%-a horvát nemzetiségű volt. A délszláv háború során a település már a háború elején szerb ellenőrzés alá került. 1991. március 1-jén már kitűzték itt a szerb zászlót. 1995. május 1-jén a „Bljesak-95” hadművelet első napján foglalta vissza a horvát hadsereg. A szerb lakosság legnagyobb része elmenekült. 2011-ben a településnek 26 lakosa volt.

## Lakossága
| Lakosság változása | Lakosság változása | Lakosság változása | Lakosság változása | Lakosság változása | Lakosság változása | Lakosság változása | Lakosság változása | Lakosság változása | Lakosság változása | Lakosság változása | Lakosság változása | Lakosság változása | Lakosság változása | Lakosság változása | Lakosság változása |
| ------------------ | ------------------ | ------------------ | ------------------ | ------------------ | ------------------ | ------------------ | ------------------ | ------------------ | ------------------ | ------------------ | ------------------ | ------------------ | ------------------ | ------------------ | ------------------ |
| 1857               | 1869               | 1880               | 1890               | 1900               | 1910               | 1921               | 1931               | 1948               | 1953               | 1961               | 1971               | 1981               | 1991               | 2001               | 2011               |
| 275                | 368                | 343                | 420                | 477                | 526                | 642                | 700                | 221                | 215                | 178                | 181                | 140                | 102                | 34                 | 26                 |

(1931-ig a későbbi Donji Rogolji lakosságával együtt.)